# Tribistovo
Tribistovo – wieś w Bośni i Hercegowinie, w Federacji Bośni i Hercegowiny, w kantonie zachodniohercegowińskim, w gminie Posušje. W 2013 roku liczyła 178 mieszkańców, z czego większość stanowili Chorwaci.